# The Reflection (album)
The Reflection' è l'undicesimo album in studio del musicista statunitense Keb' Mo', pubblicato nel 2011.

## Tracce
1. The Whole Enchilada
2. Inside Outside
3. All the Way
4. The Reflection (I See Myself in You)
5. Crush on You
6. One of These Nights
7. My Baby's Tellin' Lies
8. My Shadow
9. We Don't Need It
10. Just Lookin'
11. Walk Through Fire
12. Something Within